# Andrej Kazusjonok
Andrej Kazusjonok nebo Andrej Kazusjonak (* 15. ledna 1984 Babrujsk, Sovětský svaz) je běloruský zápasník–sambista a judista.

## Sportovní kariéra
S úpolovými sporty začínal v rodném Babrujsku v 8 letech. Od 15 let žije v Minsku, kde se připravuje pod vedením Ernsta Mickiewicze. V běloruské seniorské reprezentaci se prosazuje od roku 2004, řadu let ve dvou příbuzných sportech v sambu a judu. Jeho judistickou sportovní kariéru ovlivnila omezení útoku na nohy z roku 2010 a v roce 2013 definitivně ukončila další omezení v bodech o kumikatě. Patří co do počtu medailí k nejúspěšnějším sambistům všech dob a svůj zápasnický talent potvrzoval i v judu. V roce 2008 se kvalifikoval na olympijské hry v Pekingu. Ve druhém kole vyřadil japonského favorita Hiroši Izumiho po minutě boje technikou kučiki-taoši na ippon. Ve čtvrtfinále však nestačil na Rusa Ivana Peršina a skončil na 7. místě.
Osobní technikou Andreje Kazusjonoka v judu byla z levého úchopu technika kučiki-taoši, po změnách pravidel v roce 2010 technika sumi-gaeši a ippon-seoi-nage.

## Výsledky

### Judo
| Turnaj             | 2002        | 2003        | 2004         | 2005         | 2006         | 2007         | 2008         | 2009         | 2010         | 2011         | 2012         | 2013         |
| Turnaj             | 18          | 19          | 20           | 21           | 22           | 23           | 24           | 25           | 26           | 27           | 28           | 29           |
| Turnaj             | polostřední | polostřední | střední váha | střední váha | střední váha | střední váha | střední váha | střední váha | střední váha | střední váha | střední váha | střední váha |
| ------------------ | ----------- | ----------- | ------------ | ------------ | ------------ | ------------ | ------------ | ------------ | ------------ | ------------ | ------------ | ------------ |
| Olympijské hry     |             |             | —            |              |              |              | 7.           |              |              |              | —            |              |
| Mistrovství světa  |             | —           |              | 3.           |              | úč.          |              | úč.          | úč.          | —            |              | —            |
| Mistrovství Evropy | —           | —           | —            | —            | úč.          | 5.           | 3.           | 1.           | —            | —            | 3.           | úč.          |
| ME do 23 let       |             | —           | 3.           | 1.           | —            |              |              |              |              |              |              |              |
| MS juniorů         | úč.         |             |              |              |              |              |              |              |              |              |              |              |
| ME juniorů         | 3.          | 5.          |              |              |              |              |              |              |              |              |              |              |

### Sambo
| Turnaj             | 2002             | 2003             | 2004             | 2005             | 2006             | 2007             | 2008             | 2009             | 2010             | 2011             | 2012             | 2013             | 2014             | 2015             | 2016 |
| Turnaj             | 18               | 19               | 20               | 21               | 22               | 23               | 24               | 25               | 26               | 27               | 28               | 29               | 30               | 31               | 32   |
| Turnaj             | lehká těžká váha | lehká těžká váha | lehká těžká váha | lehká těžká váha | lehká těžká váha | lehká těžká váha | lehká těžká váha | lehká těžká váha | lehká těžká váha | lehká těžká váha | lehká těžká váha | lehká těžká váha | lehká těžká váha | lehká těžká váha |      |
| ------------------ | ---------------- | ---------------- | ---------------- | ---------------- | ---------------- | ---------------- | ---------------- | ---------------- | ---------------- | ---------------- | ---------------- | ---------------- | ---------------- | ---------------- | ---- |
| Mistrovství světa  | —                | —                | —                | —                | —                | 1.               | 1.               | 3.               | 1.               | 5.               | 3.               | 3.               | 3.               | 3.               | 2.   |
| Evropské hry       |                  |                  |                  |                  |                  |                  |                  |                  |                  |                  |                  |                  |                  | 2.               |      |
| Mistrovství Evropy | —                | —                | —                | 1.               | —                | —                | —                | —                | 3.               | 1.               | 1.               | —                | 2.               | 2.               | 1.   |